# سيث غروف
سيث غروف (بالإنجليزية: Seth Grove)‏ هو سياسي أمريكي، ولد في 14 سبتمبر 1979 في يورك في الولايات المتحدة. حزبياً، نشط في الحزب الجمهوري. وقد انتخب عضو مجلس نواب بنسيلفانيا.

## وصلات خارجية
- الموقع الرسمي